# 采女
采女（うねめ/さいじょ）とは、後宮の女官の職役名。
1. 中国における采女（さいじょ）は、前漢以降の王朝にみられる職制（ただし唐制にはみられない）[1]。
2. 日本における采女（うねめ）は、朝廷において、天皇や皇后に近侍し、食事など身の回りの庶事を専門に行った女官のこと。平安時代初頭までの官職。

## 中国における采女

### 漢代
『後漢書』巻八霊帝本紀や巻十后紀上に記述がある。『後漢書』の呂強伝によると後宮の綵女は数千余人とし、「采女」を「綵女」としている。采女の制度は唐制にはみられず後漢の制度といわれていたが、『西京雑記』第一に「綵女」の記述があり、前漢にまで遡る可能性がある。

### 漢以後
『晋書』は武帝の采女について取り上げており、巻三武帝本紀、巻五十七胡奮伝、巻二十七五行志上、巻二十八五行志中、巻三十一后妃上などに記述がある。
南北朝時代については、宋の『南史』では巻二で前廃帝が山陰公主及び綵女数百人とともに群巫に従って鬼を捕らえたとし、他に巻十一後廃帝陳太妃伝などにも采女の記述がある。北魏（後魏）の『北史』では巻十三后妃伝に采女の制度があったことを伝えており、巻十周本紀には宣帝の采女の記述がある。
隋の時代については『文苑英華』巻六百七十五で煬帝の後宮には采女が「数百千人」いたと記述されている。
趙翼によると元の時代にもあったという（『二十二史箚記』巻三十）。

## 日本における采女
采女に関する初見は『古事記』では雄略天皇の箇所、『日本書紀』では仁徳天皇紀に現れる。
大同2年（807年）に采女貢進の制度は一時廃止となり、嵯峨天皇の御代に采女献上が復活。その後は特別な行事のみでの役職となっていった。采女の長官は采女正（ウネメノカミ）。

### 歴史
発祥など分からない点も多いが、『日本書紀』によれば既に飛鳥時代には地方の豪族がその娘を天皇家に献上する習慣があった。歴代の采女には天皇直宮家や地方の有名氏族などが見られる。他にも延喜17年（917年）の太政官符に出雲国造が「神宮采女」と称して妾を蓄えることを禁止しつつも神道祭祀に必要な場合には1名に限り認める内容のものがあることを根拠に、地方の祭祀を天皇家が吸収統合していく過程で成立した制度で、祭祀においては妾と同一視され後述のとおり子供が出来る行為を伴ったと推測した説など、神職である巫女との関連性を采女の起源に求める説も存在する。
主に天皇の食事の際の配膳が主な業務とされているが、天皇の側に仕える事や諸国から容姿に優れた者が献上されていたため、妻妾としての役割を果たす事も多く、その子供を産む者もいたが、当時は母親の身分も重視する時代であったため、地方豪族である郡司層出身の采女出生の子供は中央豪族や皇族出生の子供に比べて低い立場に置かれることがほとんどであった。
大宝律令の後宮職員令によって制度化される。その内容は以下の通りである。
中務省が発する牒により、諸国に定員を割り振って募集されるが、名目は「献上」という形を取った。
募集条件は
1. 13歳以上30歳以下であること。（采女献上が一旦廃止された後に復活した嵯峨天皇の代の規定では16歳以上20歳以下）
2. 出身は郡少領以上の姉妹か娘であること。
3. 容姿を厳選すること。

宮内省の配下にある「采女司」が彼女たちの人事等を管理しているが、実際に所属するのは後宮十二司のうち「水司」に6名、「膳司（かしわでのつかさ）」に60名となっている。定員は計66名であるが、大宝律令の軍防令によると全国の郡の三分の一から采女を募集することとなっており、そこから推測される采女の貢進数はそれを大きく上回っている。この事から、女嬬の代わりとして他の部署に配置される者や職制の定員外にいる者、あるいは皇子女付きの者等も存在すると見られている。また飯高諸高のように、より上位の役職（典侍、掌侍、掌膳、典掃）に昇格した者もあり、これらの例も上記の采女の定員外となる。
こうした律令制に組み込まれた時代の采女は、天皇の妻妾という性格が薄れて後宮での下級職員としての性格が強くなっていく。女孺になるものも多かったと思われる 。
平城天皇の改革により采女献上の制度は廃止されたが、それに伴って「采女司」も廃止になり、大蔵省「縫部司」と共に「縫殿寮」に統合された。しかし嵯峨天皇の時代に采女献上が復活し「采女司」も復活した。
延喜式では采女の定員は削減され、「膳司（かしわでのつかさ）」に41名、「掃司（かにもりのつかさ）」に6名となった。また以後は采女は中央貴族の子女から選ばれる事が多くなり、形骸化してゆく事になった。江戸時代以降は天皇の即位式の時のみ女官から選抜されるようになった。この時には、女官の正装たる十二単ではなく丈の短い特殊な采女装束を着用した。

### 語源
「うねめ」という言葉の語源に関しては、本居宣長の「嬰部（うなげえ）」説、荻生徂徠の「項意（うなゐめ）」説、賀茂真淵の「氏之女（うのめ）」説、壺井義知の「畝女（うねめ）」説などの諸説がある。
また「采女」という漢字を当てた理由は中国の後宮における采女を模したと思われるが、中国の采女は単に後宮における下位の妻妾を指す言葉であるため、配膳などの職掌や地方豪族の忠誠の証としての性格を持った特殊な存在である日本の采女とはやや意味合いが異なっている。

### 憧れの対象としての采女
采女は地方豪族の出身者が多く容姿端麗で高い教養力を持っていたと云われており、天皇のみ手が触れる事が許される存在と言う事もあり、古来より男性の憧れの対象となっていた。
古くは『日本書紀』の雄略紀に「采女の面貌端麗、形容温雅」と表現され、『百寮訓要集』には「采女は国々よりしかるべき美女を撰びて、天子に参らする女房なり。『古今集』などにも歌よみなどやさしきことども多し」と記載され、また『和漢官職秘抄』には「ある記にいはく、あるいは美人の名を得、あるいは詩歌の誉れあり、琴瑟にたへたる女侍らば、その国々の受領奏聞して、とり参らすこともあり」との記述がある。また『万葉集』には、藤原鎌足が天智天皇から采女の安見児を与えられた事を大喜びした有名な歌「われはもや安見児得たり　皆人の得難にすとふ安見児得たり」が収められている他、「采女の袖吹きかへす 明日香風 都を遠み いたずらに吹く」という志貴皇子の歌もあり、美しい采女を憧れの対象とした男性心理が窺える。
雄略天皇は凡河内香賜が采女と関係を持ったことを不敬とし、逃亡した香賜を追跡させ処刑した。また猪名部真根の前で褌姿の采女に女相撲を取らせたこともある。

### 歴史上有名な采女
- 伊賀宅子娘

伊賀国豪族・伊賀氏出身で天智天皇の長男・大友皇子を産む。
- 因幡八上采女

因幡国八上郡の豪族・因幡国造氏出身で、『万葉集』534-535に載せられた安貴王との悲恋で知られる。藤原麻呂の長男・浜成を産んだ稲葉国造気豆女と同一人物と言う説が有力。桓武天皇の寵愛を受けた因幡国造浄成女とは同族とされる。
- 神野采女正

平安時代初頭の采女司(うねめのつかさ)長官。延暦11年に嵯峨天皇のメノトとしての功績により桓武天皇から賀美能宿禰の称号を賜る。『続日本紀』。退官後に伊予国へ帰郷。神野郡早川の地頭となる。
- 飯高諸高

伊勢国飯高郡出身。長命で、80歳で没するまでに元正天皇、聖武天皇、孝謙・称徳天皇、淳仁天皇、光仁天皇の計5人6代に仕え、典侍従三位にまで上り詰める。その功績により、宿禰の姓を賜る。
- 小墾田采女

日本書紀にみえる允恭天皇に仕えた女官。

## 伝説上の采女

### 猿沢の池／山の井伝説
大和物語に登場する"ならの帝"（葛城王）と"采女"（春姫）にまつわる伝説である。
なお、伝説にまつわる万葉集の和歌についての解釈が前者と後者では異なっている（「安積山 影さへ見ゆる 山の井の 浅き心を わが思はなくに」が恋情を伝える歌か真心を伝える歌か。「吾妹子が 寝くたれ髪を 猿沢の 池の玉藻に みるぞ悲しき」が藻のように浮かぶ水死体の髪を想起する歌か藻を見て生前の髪を想起する歌か）。
この伝説を縁に奈良市と郡山市は姉妹都市となっている。
- 猿沢の池
大和物語による記述や奈良市に伝わる伝説においては、"ならの帝"（奈良時代のさる天皇）の寵愛を失ったある"采女"が猿沢池に投身自殺したというものである。「采女」という謡曲のモチーフである。采女の霊を慰める祭りとして、奈良市の猿沢池畔にある采女神社で毎年中秋の名月の時期に例祭采女祭が行なわれる。
- 山の井伝説
郡山市に伝わる伝説においては前日譚・後日譚が存在する。陸奥国に巡察しにきた葛城王が安積の里長の娘・春姫を見初め都に連れ帰ったが、春姫は許婚の男を恋しく思い猿沢の池への入水を偽装して里に帰る。しかし男は山の井の清水に身を投げた後で、春姫も後を追い投身自殺するというもの。こちらについては、この采女を祀る采女神社や、郡山市と安積郡合併のおりに伝説をモチーフとしてつくられた郷土祭郡山うねめまつり[8]、ミスコンテストにより選考される観光大使「ミスうねめ」が存在する[9]。

### 古事記伝説
雄略天皇の御代に､「伊勢の国の三重の采女」が、宴会で天皇に捧げる盃に木の葉が入っていることに気付かず酒を注いでしまい、天皇の怒りに触れて殺されそうになった。そこで采女は即興で天皇を讃え繁栄を祈った歌を詠んだところ歌の出来が大層素晴らしかったで天皇が感心し命拾いをしたという記述が古事記にある。三重県四日市市には、采女という地名がある。
また、雄略天皇は実際に采女に手を出したこともあり、一晩を共にした采女との間に出来た皇女（春日大娘皇女）が、後に仁賢天皇の皇后となっている。